# Jürgen Elvert

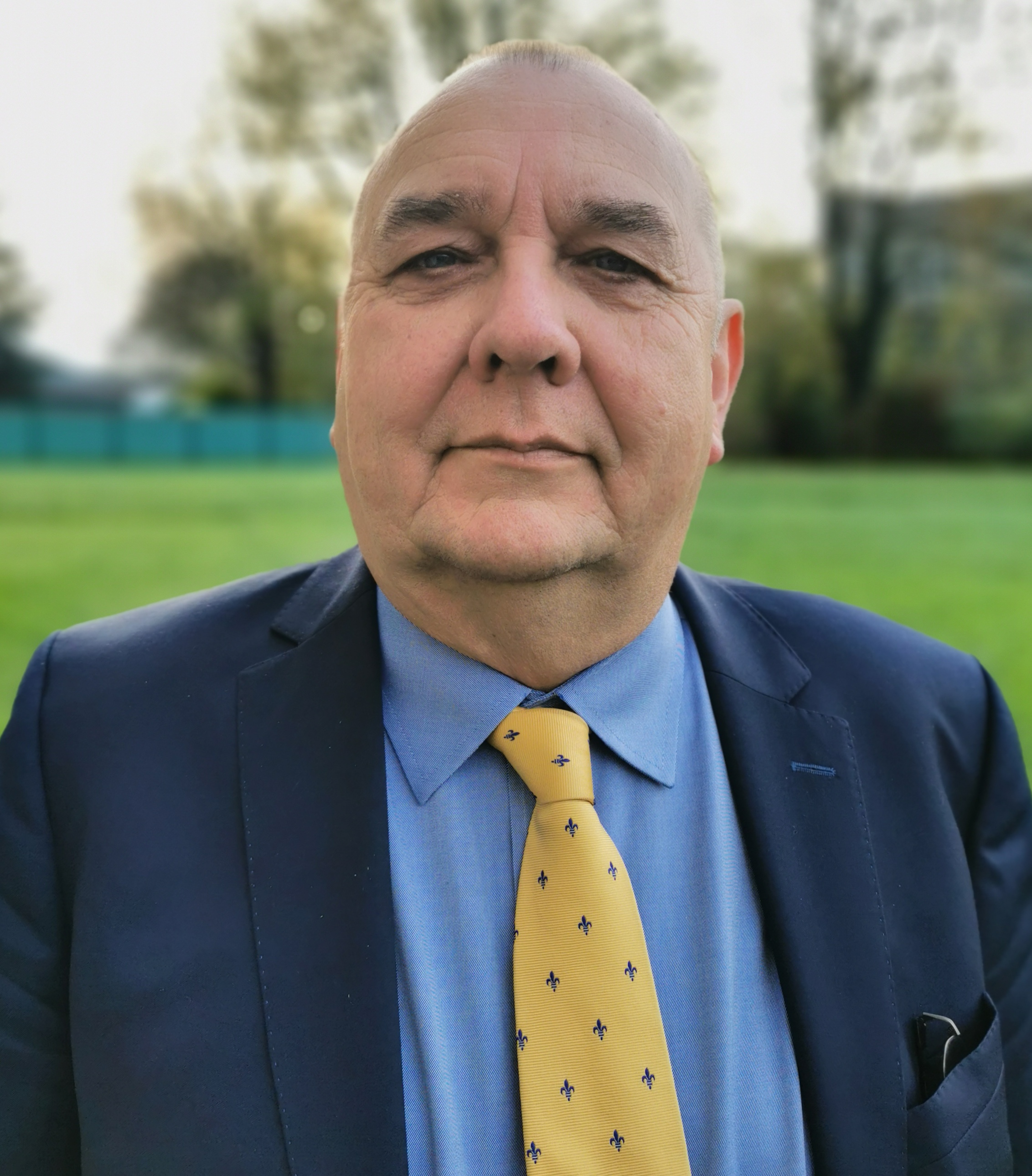
Jürgen Elvert

Jürgen Elvert (* 30. Juli 1955 in Eckernförde) ist ein deutscher Historiker. Er lehrte bis zu seiner Emeritierung im August 2021 Neuere und Neueste Geschichte und Didaktik der Geschichte unter besonderer Berücksichtigung der Europäischen Geschichte an der Universität zu Köln.

## Leben und Wirken
Elvert besuchte die Jungmannschule in Eckernförde. Nach dem Abitur, Wehrdienst bei der Marine und einer kurzen Tätigkeit in der Maschinen- und Anlagenbauindustrie studierte er ab 1980 Geschichte, Anglistik, Pädagogik und Soziologie an der Universität Kiel (CAU) und der Queen’s University Belfast (1981/82). Er bestand 1985 das Staatsexamen für das Lehramt und promovierte 1988 bei Michael Salewski zum Dr. phil. Als Stipendiat des Deutschen Historischen Instituts London forschte er am Trinity College (Dublin), am State Paper Office in Dublin und am Britischen Nationalarchiv.
Als wissenschaftlicher Mitarbeiter und Akademischer Rat habilitierte sich Elvert 1996 am Historischen Seminar der CAU. 1997/98 war er Gastdozent an der Leopold-Franzens-Universität Innsbruck. 1998 wurde er zum Senior Fellow am Zentrum für Europäische Integrationsforschung in Bonn ernannt und übernahm zum Wintersemester 1998/99 eine Vertretungsprofessur an der Universität zu Köln. 2001 folgte der Ruf auf den Lehrstuhl für Geschichte des 19. und 20. Jahrhunderts und für Didaktik der Geschichte der Kölner Universität.
Elverts Forschungsschwerpunkte liegen in der Geschichte der europäischen Integration, der Geschichte Irlands und der Britischen Inseln, der Geistes- und Kulturgeschichte sowie der Kulturgeschichte des Meeres und der Seefahrt. Als einer der führenden Vertreter der neuen historischen Meereswissenschaft (new thalassology) war er unter anderem der Initiator der vielbeachteten Ausstellung „Europa und das Meer“, die vom Juni 2018 bis zum Januar 2019 am Deutschen Historischen Museum in Berlin gezeigt wurde. Die Europäische Kommission verlieh ihm 2013 den Ehrentitel eines Jean-Monnet-Professors für Europäische Geschichte. 2014 wurde er für 18 Monate als Senior Cofund-Fellow an das Aarhus Institute of Advanced Studies (AIAS) berufen.

## Ehrenämter
- Vorsitzender der Ranke-Gesellschaft, Vereinigung für Geschichte im öffentlichen Leben e. V. (2000–2022)
- Mitglied im Kuratorium des Emile und Aline Mayrisch Preises, Luxemburg
- Juror des Golo-Mann-Preises
- Juror des Premio Europeo Carlos V. der Fundación Academia Europea de Yuste
- Mitglied im Beirat der Zeitschrift für Weltgeschichte
- Mitglied im Beirat der Schriften zur Marinegeschichte

## Veröffentlichungen (Auswahl)
- als Herausgeber mit Michel Dumoulin und Sylvain Schirmann: Stratégies et acteurs. Construire l’Europe au XXe siècle = Strategies and actors. Building Europe in the XXth century. Liber amicorum Éric Bussière. Stuttgart: Franz Steiner Verlag 2022, ISBN 978-3-515-13099-8.
- mit Martina Elvert: Agenten, Akteure, Abenteurer. Beiträge zur Ausstellung „Europa und das Meer“ am Deutschen Historischen Museum Berlin. Berlin: Duncker & Humblot 2018, ISBN 978-3-428-15519-4.
- Europa, das Meer und die Welt. Eine maritime Geschichte der Neuzeit. München: Deutsche Verlags-Anstalt 2018, ISBN 978-3-421-04667-3.
- mit Lutz Adam und Heinrich Walle: Die Kaiserliche Marine im Krieg. Eine Spurensuche. Stuttgart: Franz Steiner Verlag 2017 (= Historische Mitteilungen, Beiheft 99), ISBN 978-3-515-11824-8.
- mit Lutz Feld, Ingo Löppenberg, Jens Ruppenthal: Das maritime Europa. Werte – Wissen – Wirtschaft. Stuttgart: Franz Steiner Verlag 2016 (= Historische Mitteilungen, Beiheft 95), ISBN 978-3-515-09628-7.
- als Herausgeber: Geschichte jenseits der Universität – Netzwerke und Organisationen in der frühen Bundesrepublik. Stuttgart: Franz Steiner Verlag 2016 (= Historische Mitteilungen, Beiheft 94), ISBN 978-3-515-11350-2.
- mit Michel Dumoulin und Sylvain Schirmann: Encore ces chers voisins. Le Benelux, l’Allemagne et la France aux XIXe et XXe siècles. Stuttgart: Franz Steiner Verlag 2014 (= Studien zur Geschichte der Europäischen Integration, Bd. 7).
- mit Michel Dumoulin und Sylvain Schirmann: Ces chers voisins. L’Allemagne, la Belgique et la France en Europe du XIXe aux XXIe siècles. Stuttgart: Franz Steiner Verlag 2010 (= Studien zur Geschichte der Europäischen Integration, Bd. 2).
- Die europäische Integration. 2. Aufl. Darmstadt: Wissenschaftliche Buchgesellschaft 2012 (= Geschichte kompakt), ISBN 978-3-534-25726-3.
- mit Jürgen Nielsen-Sikora: Kulturwissenschaften und Nationalsozialismus. Stuttgart: Franz Steiner Verlag 2008 (= Historische Mitteilungen, Beiheft 72), ISBN 978-3-515-09282-1.
- Zur gegenwärtigen Verfassung der Europäischen Union. Einige Überlegungen aus geschichtswissenschaftlicher Sicht. Bonn: Zentrum für Europäische Integrationsforschung 2005 (= Discussion Paper, Bd. 148) (als pdf beim Zentrum für Europäische Integrationsforschung), ISBN 978-3-936183-48-1.
- mit Éric Bussière, Michel Dumoulin und Sylvain Schirmann: Relaciones entre Europa y Rusia en los siglos XIX y XX. Yuste: Fundación Academia Europea de Yuste 2005 (= Cuadernos de Yuste, Bd. 2).
- mit Wolfram Kaiser: European Union Enlargement. A comparative History. London u. a.: Routledge 2004 (= Routledge advances in European politics).
- Geschichte Irlands. München: dtv 1993, ISBN 3-423-04599-X; 4. Aufl. München: dtv 2003, ISBN 3-423-04599-X.
- mit Birgit Aschmann, Jens Hohensee und Thomas Stamm-Kuhlmann: Geschichtsbilder. Festschrift für Michael Salewski zum 65. Geburtstag. Stuttgart: Franz Steiner Verlag 2003.
- Mitteleuropa! Deutsche Pläne zur europäischen Neuordnung, 1918–1945, Stuttgart: Franz Steiner Verlag 1999, ISBN 3-515-07641-7.
- Irland auf eigene Faust. Mit Nordirland. Ein Reisehandbuch. 3. Aufl. Kiel: Conrad Stein Verlag 1991, ISBN 3-922965-36-9.
- Vom Freistaat zur Republik. Der außenpolitische Faktor im irischen Unabhängigkeitsstreben zwischen 1921 und 1948. Bochum: Brockmeyer 1989 (= Arbeitskreis Deutsche England-Forschung, Bd. 12), ISBN 3-88339-724-5.

## Herausgeberschaften für Zeitschriften und Buchreihen
- Das Historisch-Politische Buch (HPB)
- Historische Mitteilungen der Ranke-Gesellschaft (HMRG) (1988–2022)
- Beihefte zu den Historischen Mitteilungen der Ranke-Gesellschaft (1991–2022)
- Studien zur Geschichte der europäischen Integration – Studies on the History of European Integration – Études sur l’Histoire de l’Integration Européenne